# Classe Almirante Latorre
La classe Almirante Latorre era formata da due navi da battaglia super-dreadnought progettate dalla britannica Armstrong Whitworth per l'Armada de Chile. Esse dovevano sancire l'entrata del Cile nella corsa sudamericana alle dreadnought, ma entrambe furono requisite dalla Royal Navy prima del completamento per essere impiegate nella prima guerra mondiale. Solo una, la Almirante Latorre (HMS Canada), venne terminata come nave da battaglia, mentre l'Almirante Cochrane (HMS Eagle) venne convertita direttamente sugli scali in portaerei. I nomi cileni delle due navi onoravano gli ammiragli Juan José Latorre e Thomas Cochrane. I nomi inglesi erano dovuti invece al dominion del Canada ed al nome tradizionale Eagle della Royal Navy.
Tra la fine del XIX secolo e l'inizio del XX il Cile era impegnato nella corsa agli armamenti navali con il suo vicino argentino. Quando l'Argentina rispose all'acquisizione di due dreadnought da parte del Brasile con l'ordine di altrettante navi, il Cile ritenette di dover fare altrettanto. Nonostante le pressioni statunitensi per accaparrarsi l'appalto, le navi furono ordinate nel Regno Unito, probabilmente grazie al tradizionale saldo legame con il paese sudamericano.
La prima delle due navi, in più avanzato stato di allestimento, venne requisita dai britannici ed immessa in servizio come HMS Canada nell'ottobre del 1915. Essa passò la guerra nella Grand Fleet, entrando in azione nella battaglia dello Jutland. Dopo la guerra, venne posta in riserva prima di essere rivenduta al Cile negli anni venti come Almirante Latorre. L'equipaggio della nave scatenò l'ammutinamento della Marina Cilena del 1931. Dopo i grandi lavori del 1937, svolse attività di pattugliamento costiero durante la seconda guerra mondiale. Venne demolita nel 1959. Dopo la requisizione da parte degli inglesi, la costruzione della Almirante Cochrane venne interrotta nel 1918, quando si decise di convertirla in portaerei; dopo numerosi ritardi, venne incorporata dalla Royal Navy come HMS Eagle nel febbraio 1924. Servì nella Mediterranean Fleet ed in seguito nella China Station nel periodo interbellico. Durante la seconda guerra mondiale operò in Oceano Atlantico e nel Mar Mediterraneo, prima di essere affondata nell'agosto 1942 durante la battaglia di mezzo agosto.

## Antefatto

### Disputa di confine argentino-cilena
La disputa sulla Patagonia andava avanti tra Argentina e Cile dal 1840. Nel 1872 ed ancora nel 1878, navi da guerra cilene bloccarono i mercantili autorizzati dall'Argentina a commerciare nell'area contesa. Una nave da guerra argentina fece lo stesso con una nave americana nel 1877. Queste azioni portarono quasi alla guerra nel novembre 1878, quando l'Argentina inviò una squadra navale nel fiume Santa Cruz, causando un'analoga risposta cilena; la guerra fu evitata solo con un trattato firmato in fretta e furia. Entrambi i paesi furono distratti negli anni successivi dalle operazioni contro le popolazioni indigene nell'entroterra argentino e dalla guerra del Pacifico tra Cile, Bolivia e Perù, ma una nuova corsa agli armamenti iniziò nel 1890.

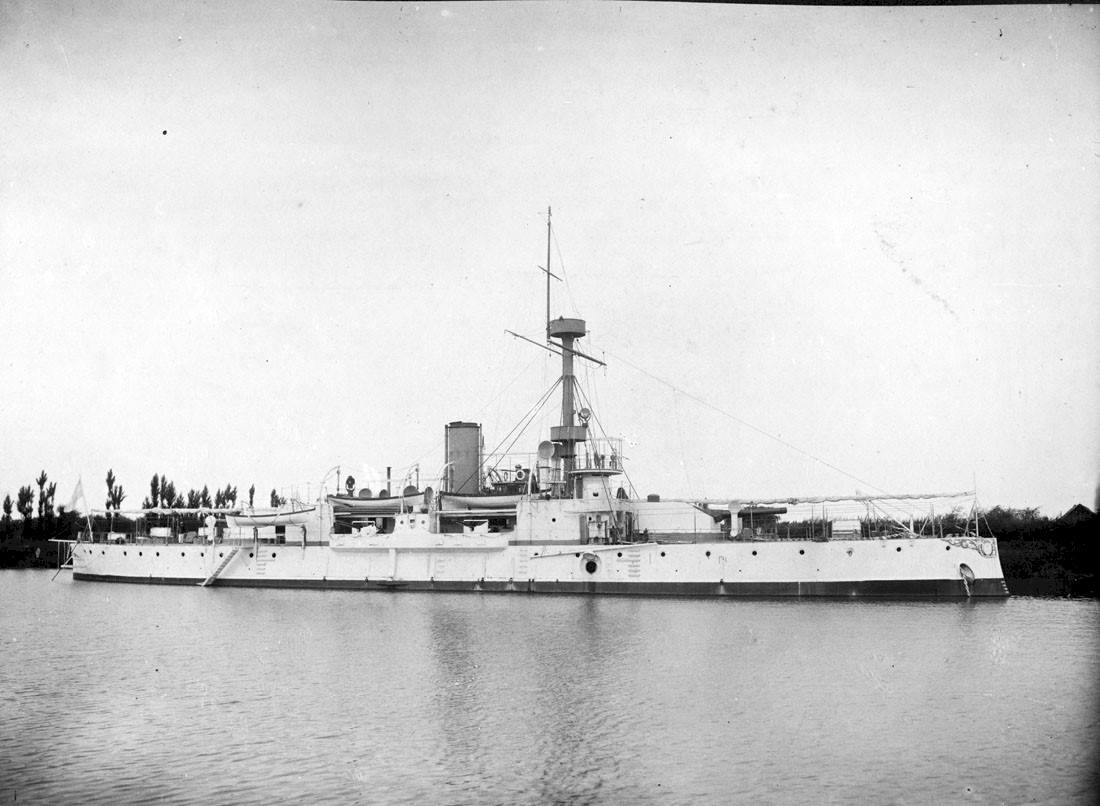
La Libertad nel 1893. La sua costruzione iniziò nel 1890 nell'ambito della corsa all'armamento tra Argentina e Cile.

Entrambi i paesi ordinarono navi da guerra nel Regno Unito. Il Cile stanziò 3.129.500 £ del bilancio del 1887 per il potenziamento della sua flotta, che allora era incentrata sulle due ironclad a batteria centrale Almirante Cochrane e Blanco Encalada e su un incrociatore protetto. Furono ordinati una nave da battaglia, la Capitán Prat, e due torpediniere, la cui produzione iniziò nel 1890. L'Argentina reagì ordinando subito dopo due navi da battaglia, la ARA Independencia e la ARA Libertad. La rincorsa continuò per tutti gli anni novanta, anche dopo la Guerra civile cilena del 1891; i due paesi si alternarono nell'acquisizione di incrociatori di volta in volta di capacità leggermente superiori ai precedenti. L'Argentina alzò la posta nel luglio 1895 acquistando un incrociatore corazzato dall'Italia, l'ARA Garibaldi. Il Cile ordinò a sua volta un incrociatore corazzato, il O'Higgins, e sei torpediniere; l'Argentina subito acquistò un altro incrociatore dall'Italia, seguito da altri due.
La corsa subì un arresto dopo che la disputa di frontiera nella Puna de Atacama era stata mediata con successo dall'ambasciatore statunitense William Paine Lord nel 1899, ma riprese subito dopo con nuovi ordinativi nel 1901. L'Argentina ordinò ulteriori due incrociatori classe Garibaldi, per cui il Cile ordinò due navi da battaglia pre-dreadnought Constitución. L'Argentina rispose firmando una lettera di intenti con la Ansaldo nel maggio 1901 per due grandi navi da battaglia.
L'estendersi della disputa disturbava il governo britannico, che aveva notevoli interessi commerciali nell'area. Tramite il proprio ambasciatore in Cile, il Regno Unito mediò i negoziati tra i due paesi. Questi sfociarono nei tre Pactos de Mayo del 28 maggio 1902. Il terzo patto poneva un limite agli armamenti navali dei due paesi, che si impegnavano a non effettuare ulteriori acquisizioni nei successivi 5 anni senza darsi un preavviso di 18 mesi l'un l'altro. Il Regno Unito acquistò le due navi da battaglia ordinate dal Cile, mentre il Giappone acquisì dall'Ansaldo i due incrociatori argentini, ribattezzati Kasuga e Nisshin; la lettera di intenti per le due navi da battaglia argentine non si concretizzò mai in un ordine. Due incrociatori argentini ed il cileno Capitán Prat furono demilitarizzati.
Nel frattempo, a partire dalla fine degli anni 1880, la marina del Brasile andò incontro ad obsolescenza dopo la deposizione di Pedro II del Brasile e la guerra civile del 1893. All'inizio del novecento la Marina brasiliana era superata nettamente dalle controparti cilena ed argentina in qualità e tonnellaggio totale, nonostante il paese contasse quasi tre volte la popolazione argentina e oltre cinque volte quella cilena.

### Corsa alle dreadnought

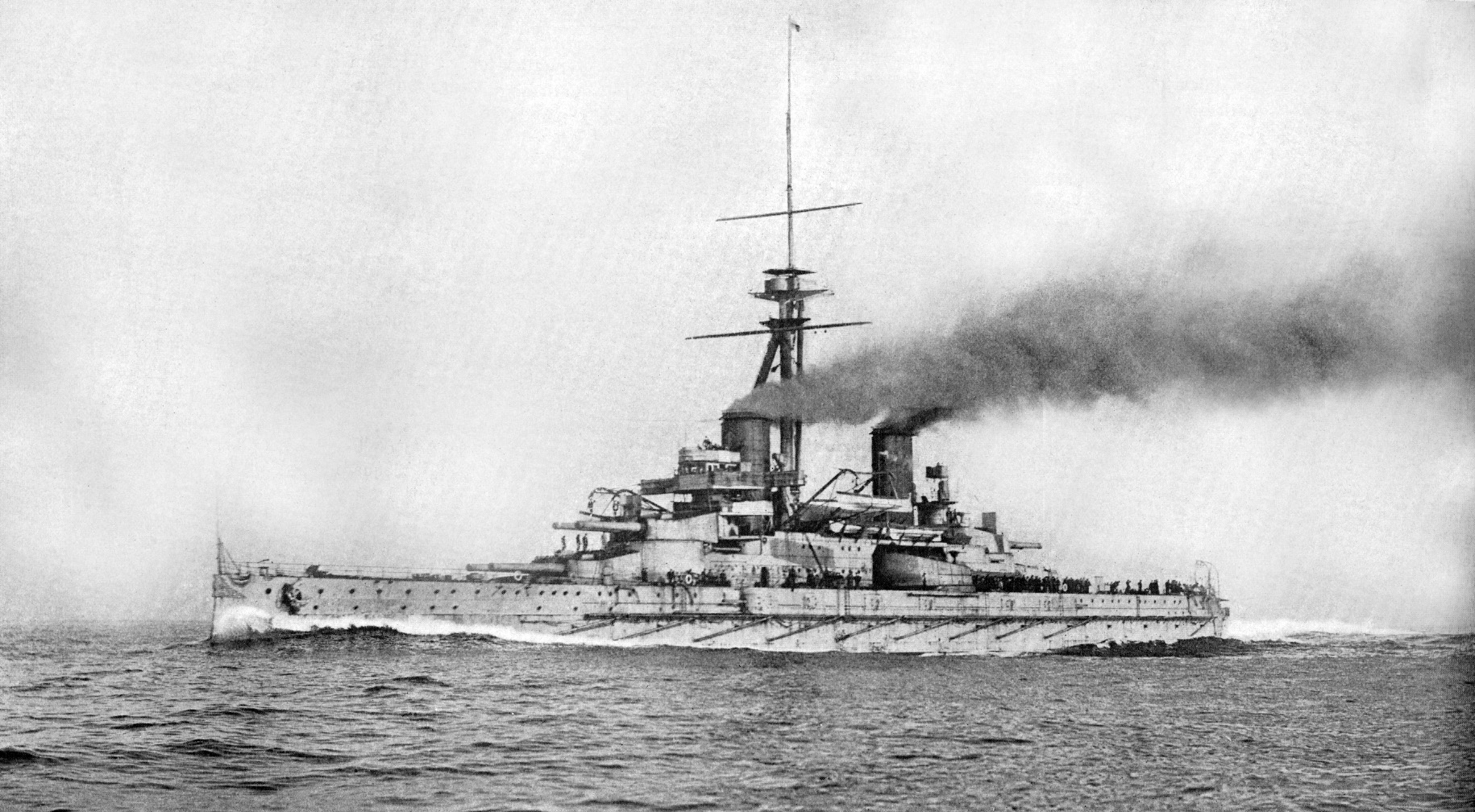
La dreadnought brasiliana Minas Geraes.

A partire dal 1904 il Brasile, il primo paese in Sudamerica per popolazione e territorio, iniziò seriamente a sviluppare la sua marina, che era caduta al terzo posto per tonnellaggio totale. La crescente domanda di caffè e gomma portò ad un aumento delle entrate fiscali, che fu impiegato per lanciare un vasto piano di costruzioni navali. Gli assetti principali della nuova marina dovevano essere le due dreadnought classe Minas Gerais di produzione inglese. Queste navi, progettate per trasportare il più potente armamento mai imbarcato fino ad allora, impressionarono Cile ed Argentina, i quali rigettarono il patto del 1902 di limitazione degli armamenti. L'ambasciatore degli Stati Uniti in Brasile, allarmato dalla situazione, avvisò il Dipartimento di Stato dei rischi di destabilizzazione connessi ad una nuova corsa agli armamenti.
L'Argentina ed altri paesi tentarono di evitare l'escalation offrendosi di acquistare una delle due dreadnought, ma il Brasile rifiutò l'offerta. Dopo altre tensioni nell'area del Río de la Plata ed una intensa campagna giornalistica a favore delle dreadnought, anche l'Argentina proseguì il riarmo navale. Dopo una competizione di 15 cantieri di Stati Uniti, Gran Bretagna, Germania, Francia e Regno d'Italia, l'Argentina ordinò negli USA due navi da battaglia dreadnought classe Rivadavia, con un'opzione per una terza. Furono anche ordinati 12 cacciatorpediniere in tre diversi paesi europei. Mentre il suo principale rivale acquistava tanti moderni vascelli, nel febbraio 1906 il Cile decise di rispondere ma i piani navali nazionali furono ritardati dalla depressione economica del 1907, dovuta alla drastica caduta del mercato dei nitrati, e dal grave terremoto del 1908.

## Offerta, costruzione e vendita ai britannici
Il 6 luglio 1910, il Congresso nazionale cileno approvò una legge che stanziava 400.000 £ in favore della marina per sei cacciatorpediniere, due sottomarini e due grandi navi da battaglia, in seguito battezzate Almirante Latorre e Almirante Cochrane.
Anche prima che la scelta ufficiale del cantiere venisse annunciata, il Regno Unito era largamente visto come l'unico paese con una possibilità di aggiudicarsi il contratto. La Marina cilena vantava infatti una lunga collaborazione con la Royal Navy sin dal 1830, quando gli ufficiali di marina cileni vennero ospitati sulle navi inglesi per addestrarsi e poi riportare in patria le esperienze acquisite. La relazione venne poi cementata quando il Cile richiese una missione navale britannica, inviata nel 1911.
Tuttavia, gli Stati Uniti fecero pressioni per accaparrare ordini per i propri cantieri. Nel settembre 1910 il governo di Washington quale nuovo ambasciatore in Cile Henry Prather Fletcher, che aveva attuato con successo in Cina la diplomazia del dollaro del presidente William Howard Taft. Egli incontrò tuttavia resistenze nel paese sudamericano, che attribuì agli strascichi della crisi dell'USS Baltimore del 1891. L'addetto navale americano dichiarò che, a meno di una qualche rivoluzione, i contratti sarebbero andati agli inglesi. In effetti, le specifiche cilene ricalcavano molto armamenti e corazzature montate dalle recenti navi da guerra britanniche. Fletcher chiese una proroga del processo di valutazione delle offerte, per dare tempo ai cantieri americani di elaborare una risposta ai requisiti cileni, che venne concessa.
Durante questo periodo, la Germania annunciò di voler inviare l'incrociatore da battaglia SMS Von der Tann in crociera nell'America del Sud. La nave era pubblicizzata come la più veloce e più potente nave da guerra allora in mare; Stati Uniti e Gran Bretagna capirono che la sua presenza avrebbe dato un vantaggio alle industrie tedesche in nuovi potenziali contratti e decisero di inviare anche le loro navi a battere bandiera. Gli americani inviarono la nuova nave da battaglia USS Delaware in una crociera di 10 settimane, che toccò Brasile e Cile, trasportando in patria il corpo dell'ambasciatore recentemente deceduto. Gli inglesi fecero altrettanto con uno squadrone di incrociatori corazzati. Al capitano della Delaware venne ordinato di lasciare alle autorità cilene libero accesso alla nave, a parziale esclusione del sistema di controllo del tiro. Come ulteriore incentivo gli Stati Uniti si mostrarono disponibili a fornire 25 milioni di dollari in prestito per l'acquisto di navi.

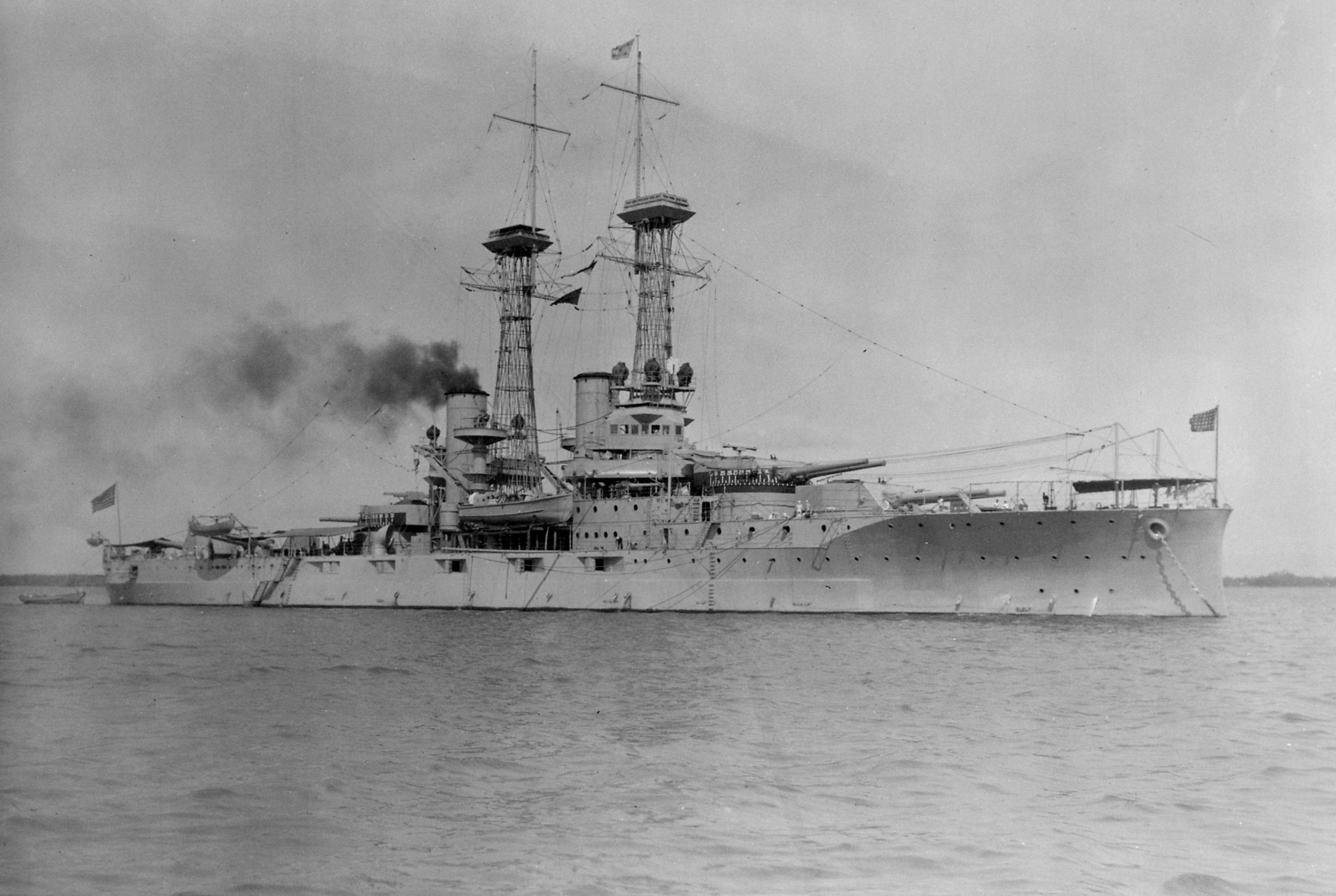
La USS Delaware inviata in Brasile e Cile all'inizio del 1911.

Gli sforzi sostenuti dagli americani valsero a poco. La competizione finale si restrinse alle offerte americane e britanniche e, grazie ad un prestito dei Rothschild, il 25 luglio 1911 il Cile assegnò il contratto per una nave da battaglia all'inglese Armstrong Whitworth. Il progetto venne steso da J. R. Perret, che aveva anche disegnato la Rio de Janeiro brasiliana. Gli Stati Uniti ancora speravano che il Cile ordinasse i propri cannoni navali da 360/50 mm come armamento principale della nave, ma furono acquistati solo artiglieri costiere. La seconda dreadnought venne ordinata alla Armstrong nel giugno del 1912. Per scortare le due navi nel 1911 furono ordinati sei cacciatorpediniere classe Almirante Lynch presso i cantieri inglesi J. Samuel White. Prima dell'inizio della costruzione il progetto delle Almirante Latorre venne modificato per accogliere 16 cannoni da 152 mm invece dei 22 cannoni da 119 mm inizialmente previsti; ciò incrementò il dislocamento di 610 t portandolo a 28.449 t, il pescaggio di 170 mm portandolo a 10 m, e ridusse la velocità di un quarto di nodo, che si attestò così a 22,75 nodi.
Ufficialmente ordinata il 2 novembre 1911 ed impostata meno di un mese dopo, il 27 novembre, la prima dreadnought diventò la nave più grande mai costruita dalla Armstrong. La seconda nave venne ordinata il 29 luglio 1912 e venne impostata sugli scali solo il 22 gennaio successivo, in ritardo a causa della Rio de Janeiro in costruzione che occupava lo squero. Il New York Tribune (il 2 novembre 1913) e la rivista Proceedings (maggio e giugno 1914) riportarono che la Grecia aveva cercato di acquistare la prima nave da battaglia per controbilanciare l'acquisto da parte dell'Impero ottomano della Rio de Janeiro dal Brasile, ma nonostante stesse prendendo piede in Cile l'idea di vendere una o entrambe le navi, non fu raggiunto un accordo
L'Almirante Latorre fu varata il 27 novembre 1913 in una sontuosa cerimonia, alla quale presero parte vari dignitari e che fu presieduta dall'ambasciatore cileno nel Regno Unito, Agustín Edwards Mac-Clure, la cui moglie Olga Budge de Edwards ebbe l'onore di madrina. Al momento del varo la nave dislocava 10.900 t. Dopo lo scoppio della Grande Guerra, la costruzione della Almirante Latorre venne interrotta nell'agosto 1914 e la nave venne formalmente acquistata dal Regno Unito il 9 settembre successivo. L'Almirante Latorre non venne sequestrata forzatamente come le ottomane Reşadiye e Sultân Osmân-ı Evvel (ex-Rio de Janeiro), le altre due navi in costruzione per un paese straniero, poiché il Cile aveva lo status di paese "neutrale amico" con il Regno Unito. La nave venne completata il 30 settembre 1915 ed immessa in servizio dalla Royal Navy il 15 ottobre seguente. Anche i lavori sulla Almirante Cochrane vennero interrotti dalla guerra. Gli inglesi l'acquistarono il 28 febbraio 1918 per convertirla in portaerei, essendo la nave parzialmente allestita l'unico scafo, per dimensioni e velocità, allora disponibile per le modifiche in portaerei a ponte di volo continuo. La bassa priorità ed i contrasti con gli operai dei cantieri rallentarono il completamento della nave.

## Servizio operativo
La Almirante Latorre venne ridenominata HMS Canada e fu leggermente modificate per adattarla agli standard inglesi. L'allestimento fu completato il 20 settembre 1915 e la nave venne accettata dalla Royal Navy il 15 ottobre. Inizialmente servì con il 4th Battle Squadron della Grand Fleet ed entrò in azione nella battaglia dello Jutland tra 31 maggio e 1 giugno 1916, sparando 42 colpi da 14 pollici e 109 da 6 pollici, senza essere colpita né subire perdite. La Canada fu poi trasferita al 1st Battle Squadron il 12 giugno 1916, subì alcuni lavori di modifica nel 1917 e nel 1918 ed infine venne posta in riserva in marzo 1919.

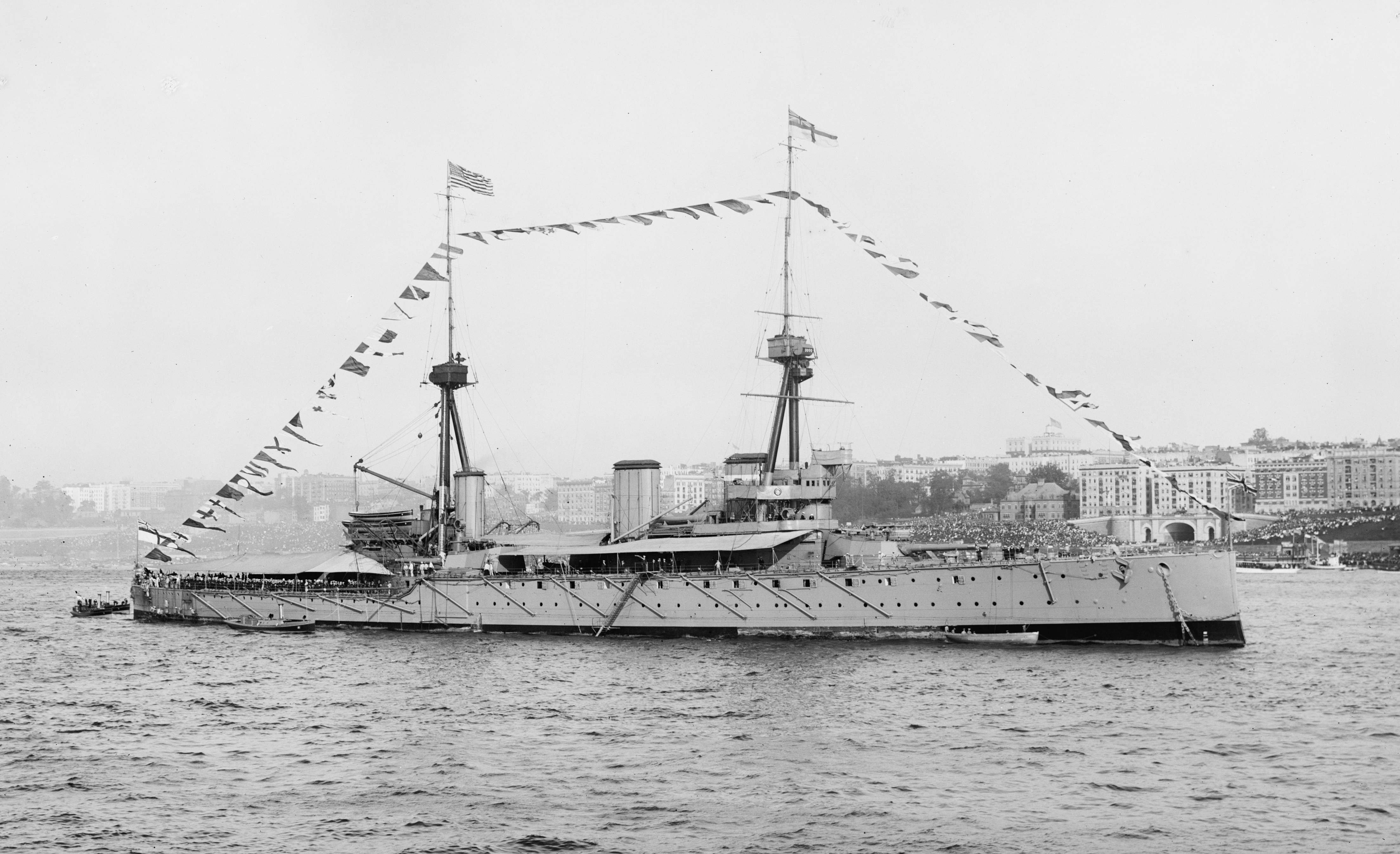
Il HMS Inflexible avrebbe dovuto essere uno dei due incrociatori classe Invincible venduti al Cile, ma considerazioni economiche ed una significativa opposizione interna impedì la vendita.

Dopo la fine della guerra in Europa, il Cile iniziò a cercare navi addizionali per potenziare la sua flotta ed il Regno Unito offrì volentieri molte delle sue unità di surplus. Questo sviluppo preoccupò gli altri paesi del Sud America, che temevano che un tentativo cileno di riconquistare il titolo di "prima forza navale del Sud America" avrebbe destabilizzato la regione e dato inizio ad una nuova corsa alle armi. Il Cile chiese la Almirante Cochrane in aggiunta alla Canada, ma non avrebbe acquistato la nave a meno che non venisse ricostruita nell'originale configurazione di nave da battaglia. I britannici bloccarono i lavori di conversione in portaerei, prendendo seriamente in considerazione la richiesta cilena nell'ottobre 1919, ma l'incremento dei costi di riconversione (2,5 milioni di sterline a fronte di un profitto potenziale dalla vendita di 1,5 milioni) ed il desiderio di testare il concetto di portaerei a ponte continuo li convinse a continuare la conversione ed a completarla come HMS Eagle.
Nell'aprile del 1920 il Cile acquistò quindi la sola Canada e quattro cacciatorpediniere, tutti ordinati prima dello scoppio della guerra e requisiti dagli inglesi. I piani prevedevano anche l'acquisto di un rimpiazzo per la Almirante Cochrane e dei due superstiti incrociatori da battaglia della classe Invincible (uno era stato affondato durante la battaglia dello Jutland), ma una fuga di notizie sui negoziati segreti scatenò uno scandalo. I principali detrattori erano un gruppo di ufficiali della marina che pubblicamente si opposero ad ogni possibile acquisto, promuovendo invece una nuova marina e l'acquisto di sommergibili ed aeroplani. Essi argomentavano che queste armi costavano meno ed assicuravano al paese ed al suo lungo sviluppo costiero una migliore protezione. Le navi non furono acquistate per ragioni di costo, ma neppure gli aerei desiderati dai loro detrattori.

### LaAlmirante Latorrenella Marina cilena

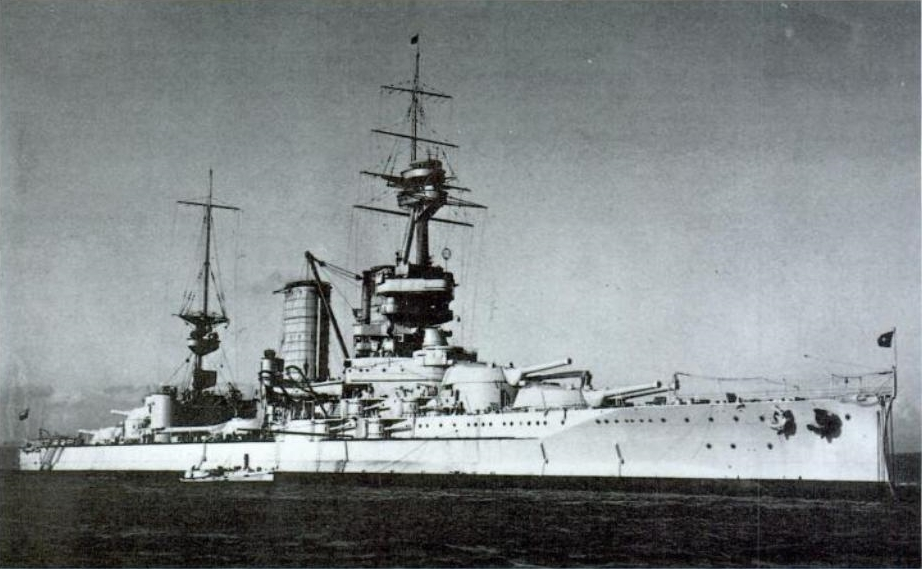
Almirante Latorre negli anni trenta.

La Canada venne ridenominata Almirante Latorre una volta tornata ufficialmente in possesso del governo cileno, il 27 novembre 1920. Essa lasciò Plymouth lo stesso giorno insieme a due cacciatorpediniere ed arrivò in Cile il 20 febbraio 1921, dove fu accolta dal presidente Arturo Alessandri. L'Almirante Latorre divenne la nave ammiraglia della marina e venne frequentemente usata da Alessandri in varie occasioni, come per recarsi a Vallenar dopo il terremoto del 1922 o per raggiungere Talcahuano in occasione dell'inaugurazione del nuovo bacino di carenaggio nel 1924. Nel 1925, con la caduta della giunta instaurata dal golpe del 1924, la nave ospitò Alessandri dopo il suo ritorno dall'esilio. In settembre Alessandri vi ricevette a bordo Edoardo, Principe di Galles.
Almirante Latorre fu inviata in Inghilterra per lavori di modernizzazione presso i cantieri di Devonport nel 1929, che lasciò per Valparaíso due anni dopo, il 5 marzo 1931, per arrivarvi il 12 aprile. Non molto tempo dopo il suo rientro in patria, il suo equipaggio istigò un grande ammutinamento; l'insurrezione fu una conseguenza della grave crisi economica che attanagliava il paese nel pieno della Grande depressione e del taglio dei salari. La maggior parte delle navi della marina si unì alla Almirante Latorre nell'ammutinamento, ma si arresero cinque giorni dopo, quando subirono l'attacco aereo delle forze governative.
Con il Cile in piena depressione, la nave venne disattivata a Talcahuano nel 1933 per contenere le spese statali, con a bordo un equipaggio ridotto. Non è chiaro quando venne riattivata, nel 1935 o 1937. Subito dopo l'attacco di Pearl Harbor, gli Stati Uniti presero contatti con il Cile con l'obiettivo di acquistare la Almirante Latorre, due cacciatorpediniere ed un sottomarino per rafforzare la United States Navy, ma l'offerta fu declinata. Almirante Latorre fu impiegata durante la seconda guerra mondiale a protezione della neutralità del Cile. Rimase in servizio fino al 1951, quando un incidente nella sala macchine uccise tre membri dell'equipaggio. Ormeggiata a Talcahuano, la nave fu usata come deposito galleggiante per carburanti. Venne infine radiata nell'ottobre 1958 e venduta nel febbraio del 1959 come rottame per lo smantellamento in Giappone, dove la vecchia dreadnought venne rimorchiata dal rimorchiatore Cambrian Salvos il 29 maggio 1959, per giungere a Yokohama alla fine di agosto.

### Almirante Cochrane/Eaglenella Royal Navy

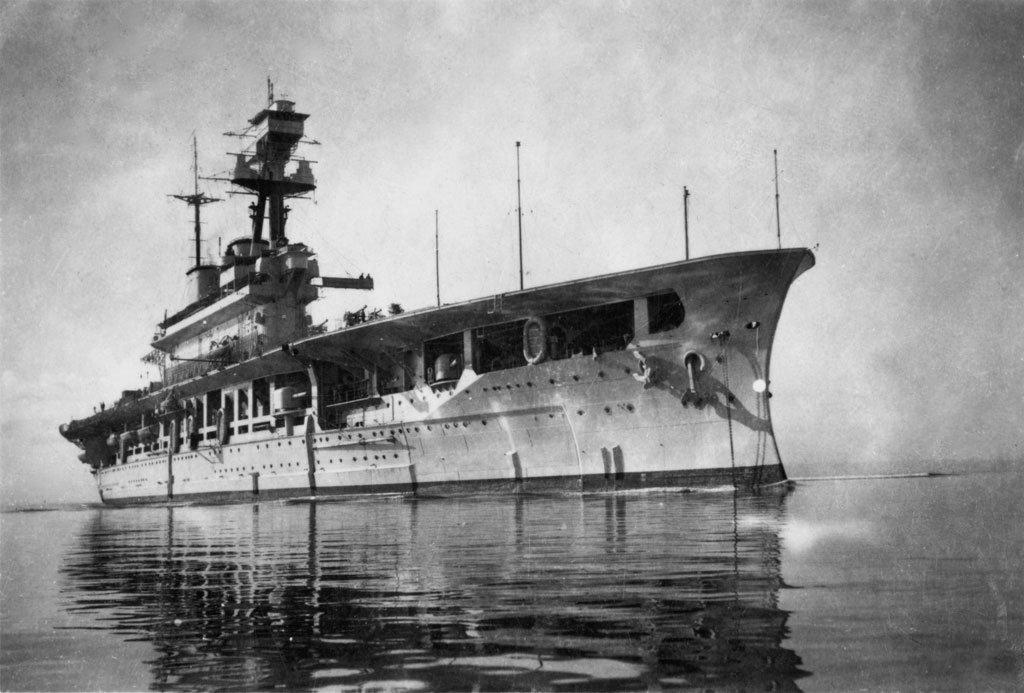
La Eagle nel Mediterraneo, dove sarebbe stata affondata in agosto 1942.

La Eagle effettuò le prove in mare durante il 1920. Poiché il concetto di portaerei era ancora molto recente, le lezioni apprese furono incorporate nei lavori del 1921-1923. Le prove in mare ufficiali furono condotte nel settembre del 1923 e la nave fu accettata dalla marina il 26 febbraio 1924. Essa venne inserita nella Mediterranean Fleet in giugno, alternando la presenza in Mediterraneo con i lavori di aggiornamento in patria nel 1926 e 1929. Nel 1931 la Eagle venne inviata a mostrare bandiera con una crociera in Sud America. Tra i lavori maggiori del 1931-1932 e del 1936, la nave fu inviata ad effettuare la rotazione nella China Station, per poi tornare in Mediterraneo. Dopo il 1936, venne inviata in Estremo Oriente, dove venne colta dallo scoppio della seconda guerra mondiale nel settembre del 1939. Per i successivi sette mesi la portaerei fu impiegata in pattugliamenti contro le incursioni nemiche, ma quando una delle sue bombe da aereo esplose a bordo nel marzo 1940, la nave fu costretta a raggiungere Singapore per le riparazioni. Poco dopo la nave tornò nuovamente in Mediterraneo, dove scortò i convogli fino al maggio 1941, quando fu inviata a Gibilterra. Nei mesi successivi incrociò nell'Atlantico meridionale.
A settembre, un grosso incendio danneggiò seriamente la Eagle, che così dovette rientrare in Gran Bretagna. I lavori durarono da ottobre 1941 a febbraio dell'anno successivo, dopo di che la nave fu rapidamente inviata a rinforzare la Force H. Venne impiegata per il trasporto dei caccia a Malta nel disperato tentativo di mantenere l'isola sotto il controllo britannico. Contestualmente a questo compito, venne usata per garantire copertura aerea ai convogli nell'agosto 1942. Durante uno di questi viaggi, la Eagle fu affondata in 4 minuti da quattro siluri lanciati dall'U-boot tedesco U-73.

## Caratteristiche tecniche
La Almirante Latorre era fortemente ispirata alle britanniche Classe Iron Duke, con la maggiore differenza che la nave cilena era più lunga, aveva un castello di prua ridotto, un castello di poppa più lungo e fumaioli più grandi ed un albero poppiero. La nave aveva un dislocamento standard di 28.600 t ed uno a pieno carico di 32.120 t. La lunghezza fuori tutto era di 201 m, 12 in più delle Iron Duke, la larghezza massima 28 m ed il pescaggio 8,8 m.
La batteria principale era composta da 10 cannoni da 360 mm EOC 14 in/45, su cinque torrette binate. La loro disposizione era la stessa delle Iron Duke, con due torrette in configurazione superfiring a prua, una torretta a centro nave, separata dalla coppia di torrette in superifiring di poppa dalle sovrastrutture e da un albero. I cannoni, prodotto dalla EOC, potevano sparare una granata da 719 kg con una velocità alla volata di 764 m/s ad una distanza massima di 22.300 m. Gli impianti raggiungevano una depressione di -5° ed una elevazione di +20°. Furono prodotti 14 di questi cannoni, dei quali 10 montati sulla Almirante Latorre e 4 di riserva. Questi ultimi rimasero nel Regno Unito dopo la vendita della nave al Cile nel 1922 e furono demoliti, mentre i pezzi realizzati per la Almirante Cochrane furono immagazzinati per un ipotetico successivo uso sulla nave. L'armamento secondario era costituito originariamente da 16 cannoni da 152 mm BL 6 in Mk XI, due cannoni contraerei da 76 mm QF 3 in 20 cwt, quattro Ordnance QF 3 pounder Vickers da 47 mm e quattro tubi lanciasiluri sommersi da 533 mm per siluro Mk II. I due cannoni da 152 mm furono rimossi nel 1916, poiché venivano danneggiati dalle fiammate della torretta da 360 mm centrale. Durante i lavori di ammodernamento eseguiti nel 1929 in Inghilterra furono installati quattro cannoni antiaerei addizionali sulla sovrastruttura di poppa.
L'Almirante Latorre era mosso da turbine a vapore prodotte dalla Brown-Curtis (ad alta pressione) e dalla Parsons (a bassa pressione), che erogavano 37.000 shp, e da 21 caldaie Yarrow. Queste azionavano quattro eliche che spingevano la nave ad una velocità massima di 22,75 nodi. La nave trasportava 3.300 t di carbone e 520 t di olio, che consentivano un'autonomia teorica di 4.400 miglia nautiche a 10 nodi.
La corazzatura era spessa da 100 a 230 mm sulla cintura corazzata, da 76 a 114 mm sulle paratie, da 100 a 250 mm sulle barbette; le torrette erano protette una corazzatura verticale di 250 mm ed una orizzontale di 76–102 mm, la torre di comando da corazze da 280 mm; i ponti corazzati erano spessi da 25 a 102 mm.

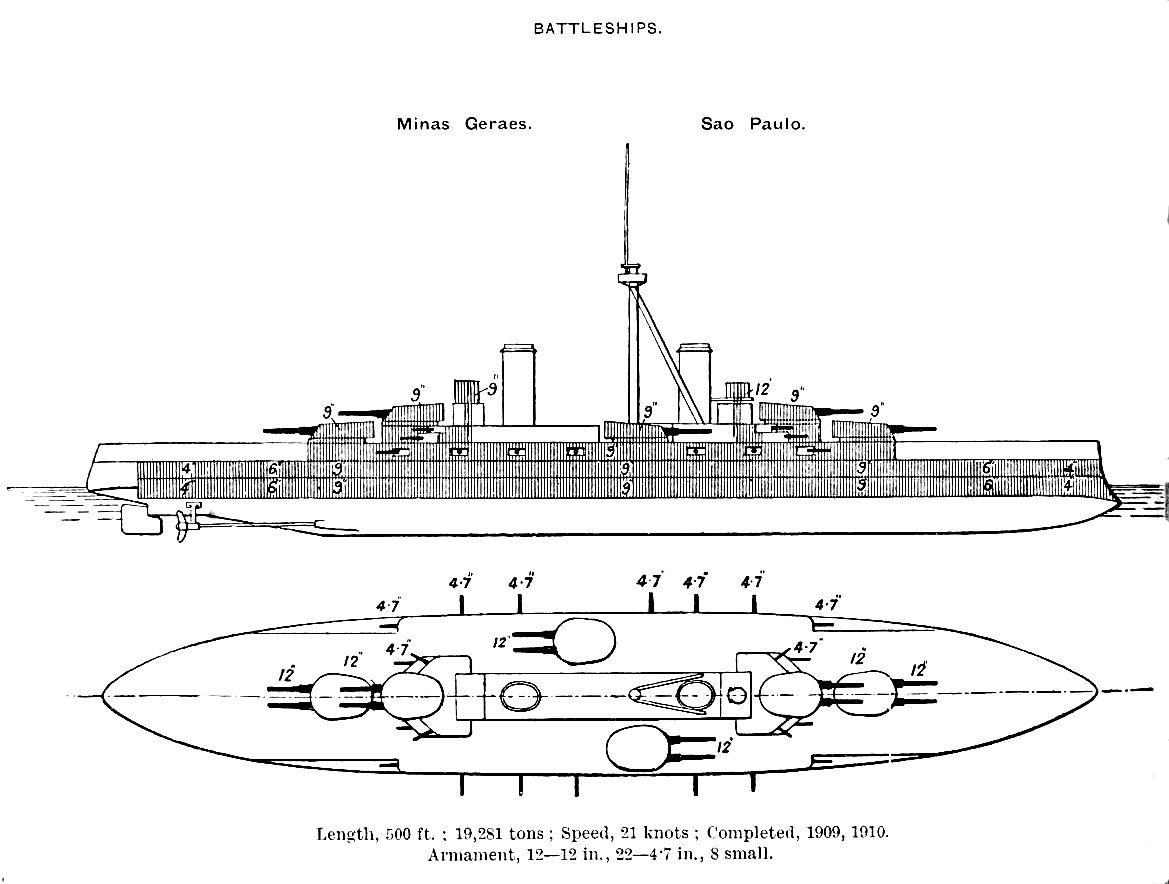
La classe Minas Geraes fu progettata, costruita e completata prima di tutte le altre dreadnought sudamericane, ma erano più piccole e meno armate. La seconda coppia della classe, la Rio de Janeiro e la Riachuelo, vennero pianificate ma rispettivamente la prima venne venduta all'Impero ottomano e la seconda cancellata nell'ambito di una riduzione della spesa pubblica[66][67].
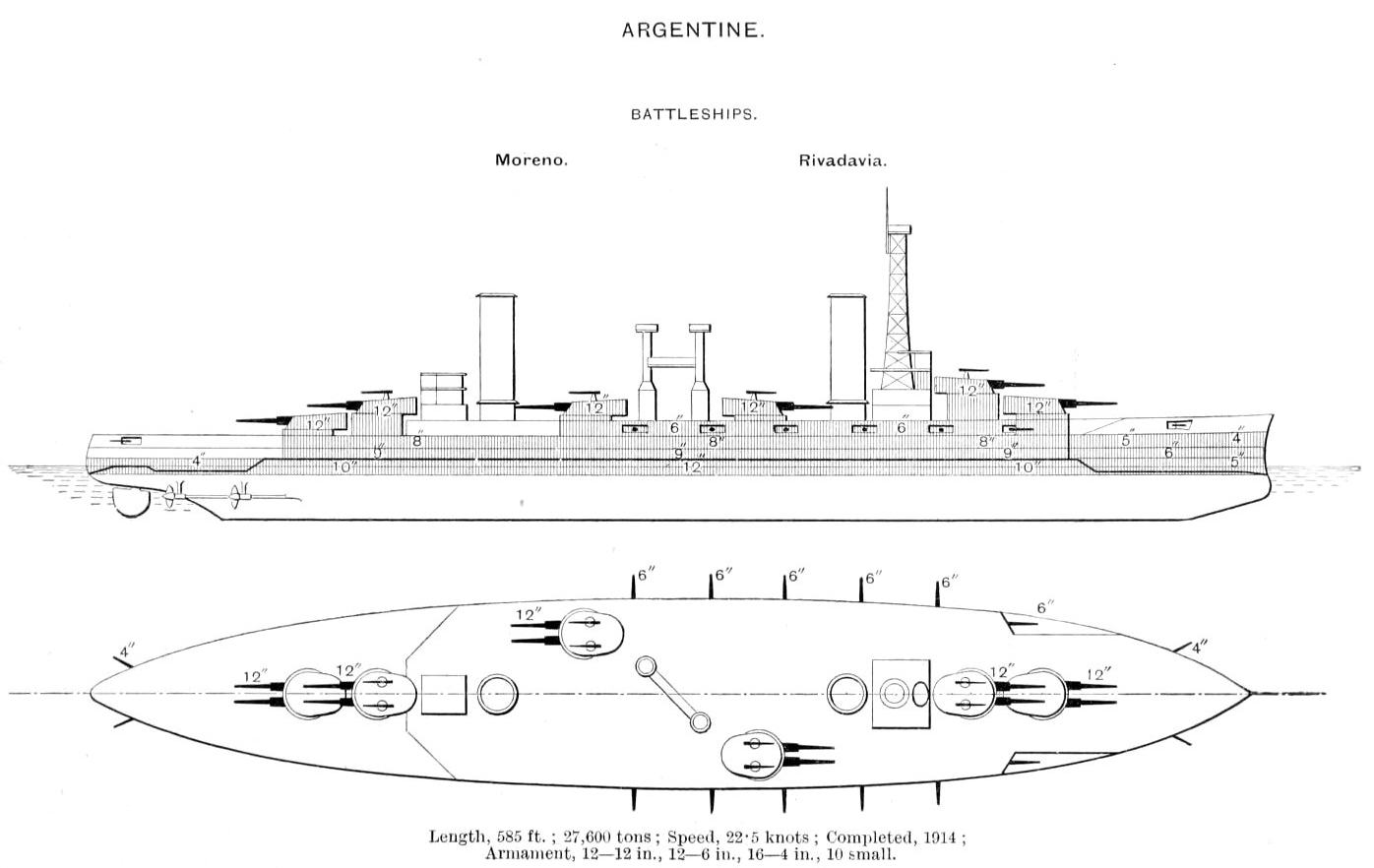
La classe Rivadavia fu la seconda classe di dreadnought acquisite da un paese sudamericano e l'unica non costruita da un cantiere britannico. Ordinate in risposta alle Minas Geraes, esse imbarcavano lo stesso armamento principale delle brasiliane, ma erano più grandi e meglio protette[66][68][69][70].
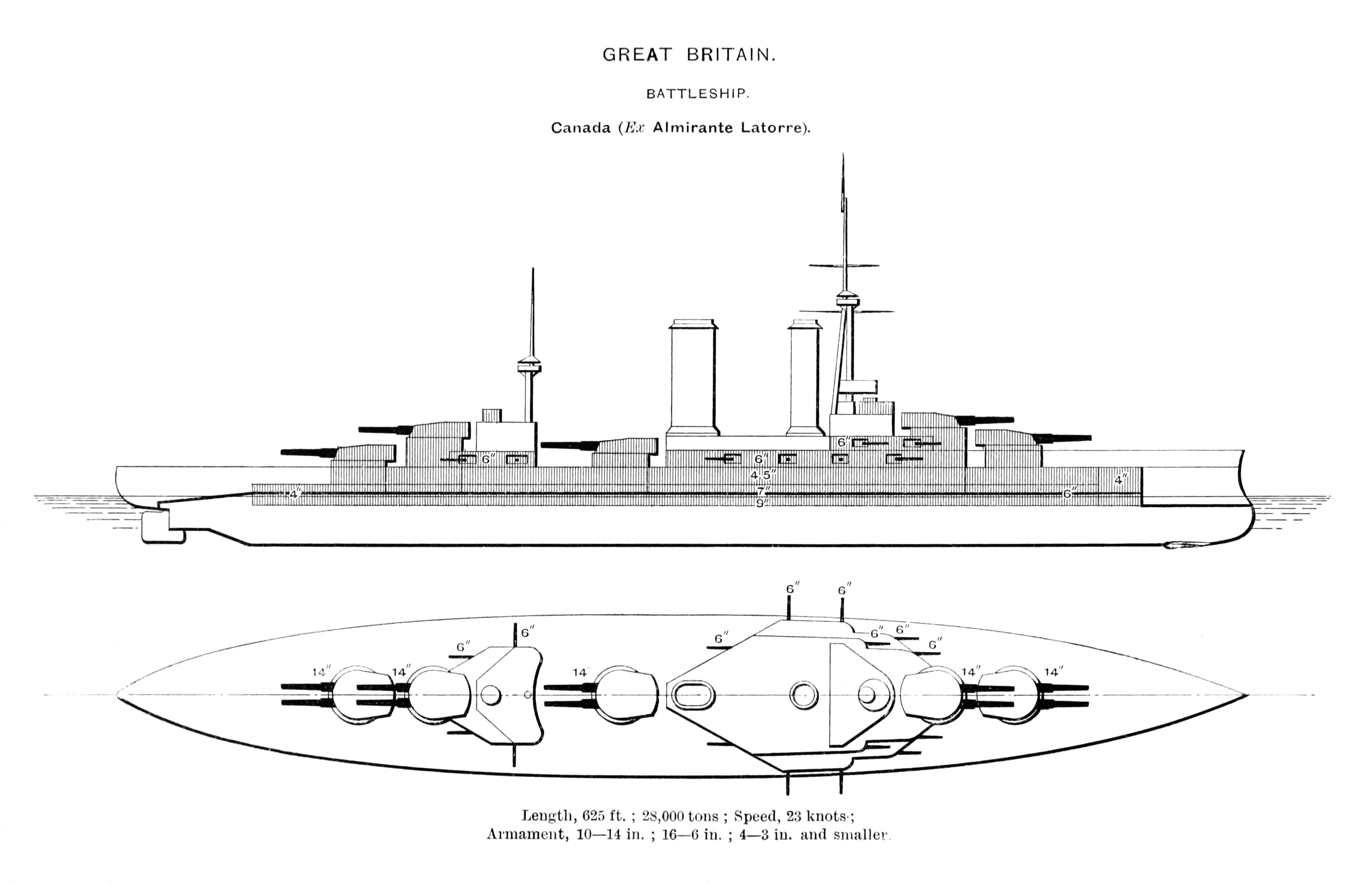
Almirante Latorre fu l'ultima dreadnought sudamericana, più grande e meglio armata delle controparti. La configurazione delle cinque torrette, tutte allineate al centro dello scafo invece che "en echelon", consentivano alla batteria principale di sparare una singola bordata senza danneggiare la nave[40][66][71].